# 최고재판소 재판관
최고재판소 재판관(일본어: 最高裁判所裁判官)은 일본 최고재판소의 법관을 말한다. 최고재판소 장관을 포함해 15명이 있다.

## 임명
내각이 지명하여 천황이 임명하는 장관과 달리 장관이 아닌 재판관들은 내각이 임명하고 천황이 인증하는 인증관이다. 정원은 15명인데 이는 1947년 최고재판소가 발족할 당시 내각총리대신을 포함한 국무대신 정원이 15명인 것에서 유래했다.
최고재판소 재판관이 되기 위한 조건은 「재판소법」 제41조에 규정에 따라 식견이 높고 법률적 소양이 있는 40세 이상이어야 한다. 다만 40대에 최고재판소 재판관이 된 사례는 없으며 1964년 1월 31일 이후로는 50대에 재판관이 된 사례도 없다. 정년은 70세다. 식견이 높고 법률적 소양만 갖추었다면 반드시 법조인이어야 할 필요는 없다. 다만 15명 중 최소 10명은 10년 이상 재판관 경험이 있거나 20년 이상 법률전문가(검찰관, 변호사, 간이재판소 재판관, 대학 법학 교수·부교수)로 채워야 한다.
재판관이 된 뒤 처음으로 시행되는 총선 때 최고재판소 재판관 국민심사를 받아야 한다. 이때 파면에 찬성하는 비율이 50%를 넘으면 결과 공고일로부터 30일 뒤에 파면당하지만 지금까지 그런 사례는 없다.

## 출신

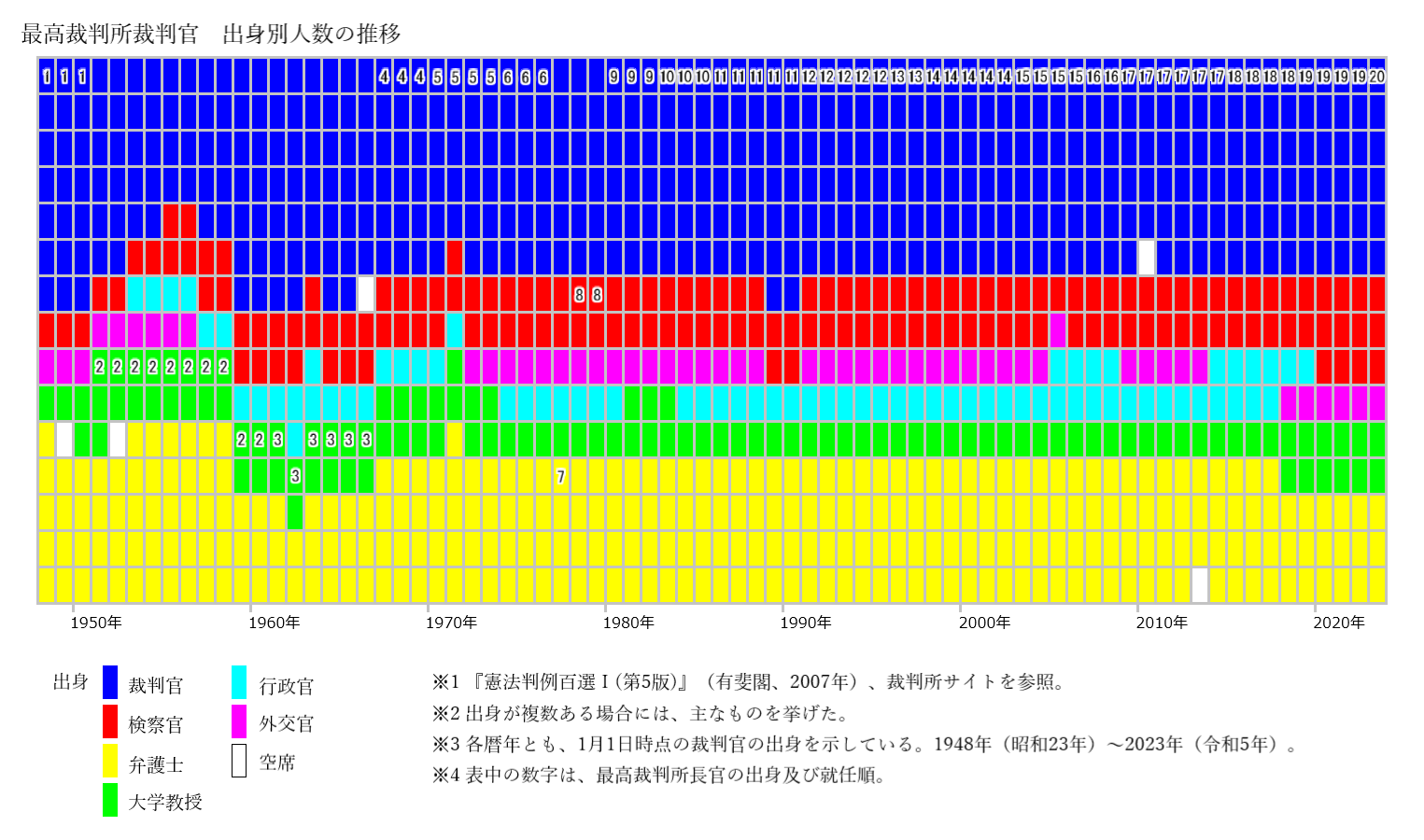
최고재판소 재판관의 출신 성분 추이

하급재판소 재판관 외에도 검찰관, 변호사, 행정관, 법학자도 최고재판소 재판관이 될 수 있다. 이는 최고재판소가 법률의 운용이나 해석의 최종적 판단을 내리기 위해 다양한 입장의 법률전문가의 견해를 반영하기 위해서다. 1970년대 이후 최고재판소는 대체로 재판관 출신 6명, 변호사 출신 4명, 검찰관 출신 2명, 행정관 출신 2명, 법학자 출신 1명으로 구성되고 있다. 소법정의 구성 역시 특정 분야 출신이 집중되지 않도록 이루어진다. 재판관이 퇴직하면 후임도 같은 출신으로 임명되는 것 또한 관례로 정착했다. 다만 적임자가 없을 땐 일시적으로 구성에 변화가 생긴다.
재판관 후보자를 선정할 때는 재판관, 변호사, 감찰관 출신은 최고재판소 장관이 복수의 후보자를 제시하고 행정관, 외교관, 법학자 출신은 내각관방에서 후보자를 선별하여 최종적으로 내각총리대신의 판단을 거쳐 각의결정하는 과정을 거친다. 후보자 선정 과정은 모두 비공개로 이루어진다. 최고재판소가 처음 발족할 때는 재판관 임명 자문위원회를 구성해 30명의 후보를 추려서 15명을 임명했지만 자문위원회가 1948년 폐지되면서 이는 관행으로 자리잡지 못했다. 이후에도 최고재판소 기구 개혁 법안이나 최고재판소 재판관 임명 자문위원회 설치법안 등이 국회에 제출된 적이 있지만 어느 것도 통과되지 못했다.
재판관 출신
고등재판소, 특히 도쿄고등재판소 출신들이 주로 임명된다. 다만 이와타 마코토, 나카무라 지로, 다니구치 마사타카, 지쿠사 히데오 등 고등재판소 장관을 역임하지 않고 최고재판소 재판관이 된 사례도 있다. 또한 재판 실무 경험자보단 최고재판소 사무총장 등 사법행정을 담당한 사법관료 출신자의 비율이 압도적이다.
변호사 출신
도쿄변호사회, 제1도쿄변호사회, 제2도쿄변호사회, 오사카변호사회에서 1명씩 선출되는 경우가 많다. 이들 외에 최고재판소 재판관을 배출한 변호사 단체는 효고현변호사회와 아이치현변호사회뿐이다. 일본변호사연합회에 설치된 최고재판소 재판관 추천 자문위원회가 후보자를 인선해 추천하면 최고재판소 재판관이 되는 것이 관례다. 다만 오쓰카 기이치로, 모토야마 도루, 야마구치 아쓰시처럼 예외적 사례도 있다. 일반적으로 인망이 두텁고 법제심의회 위원 등 공직 경험이 있으며 논문도 많이 쓴 인물이 선임된다.
검찰관 출신
최고검찰청 차장검사나 도쿄고등검찰청을 비롯한 고등검찰청 검사장 출신이 주로 취임한다. 다만 공안조사청 장관을 지낸 자는 기피하는 경향이 있다. 일반적으로 법무사무차관이 후보자를 선임해 검사총장과 의논해서 결정한다. 다만 사실상 검사총장이 추천권을 행사한다.
법학자 출신
국립대학의 법학부 교수들이 주로 취임한다. 재판관 출신 교수나 변호사 등록을 한 교수가 취임하는 사례도 있다. 전공은 민법, 형법, 헌법, 행정법, 상법, 국제법 등 다양하지만 행정법 전공자가 비교적 많은 편이다.
행정관 출신
내각법제국 장관이나 외무성 국제국장 경험자가 취임하는 경우가 많다. 대사 출신과 함께 외무성 국제국장 경험자를 외교관 출신으로 분류하기도 한다. 1994년 이후부터 행정관 출신 여성 재판관은 옛 후생성·옛 노동성·법무성 출신자가 많다.

## 권한
장관을 포함한 최고재판소 재판관은 합의체인 최고재판소의 각 법정을 구성한다. 다만 장관이 참여하는 법정의 재판장은 무조건 장관의 몫이다. 사법권을 행사함에 있어 장관과 재판관은 동등한 위치에 있다. 사법행정권의 행사와 최고재판소 규칙 제정은 장관과 재판관의 합의체인 최고재판소 재판관 회의에서 결의를 거쳐야 한다.

## 파면
재판관의 신분은 「일본국 헌법」 규정에 따라 정년을 맞이하거나 사망한 경우가 아니라면 본인의 의사에 반해 파면되지 않는다. 이는 공정한 재판을 위해 행정부나 최고재판소 장관이 파면권을 행사하는 게 부적절하다고 여겼기 때문이다. 다만 심신의 고장, 공적 탄핵, 국민심사를 통해서는 파면이 가능하다.

## 대우
「재판관의 보수 등에 관한 법률」에 근거해 최고재판소 재판관의 급여는 「특별직 공무원의 급여에 관한 법률」에 따른 국무대신, 회계검사원장, 인사원 총재의 급여와 동액으로 한다. 다만 장관의 급여는 내각총리대신의 급여와 동액으로 한다. 또한 「일본국 헌법」 제80조에 따라 재판관은 재임 중에 급여가 감액되지 않는다.
모든 재판관은 비서관이 한 명씩 배치되며 기밀에 관한 사무를 맡길 수 있다.
변호사 자격이 없는 사람이 최고재판소 재판관이 되면 「변호사법」 제6조에 따라 변호사 자격을 자동적으로 취득한다. 이렇게 취득한 변호사 자격은 국민심사로 파면되어도 박탈당하지 않는다.

## 현재 최고재판소 재판관 명단
| 구분   | 이름              | 취임일          | 예정 퇴임일      | 임명 내각                         | 사법수습 기수 | 담당 소법정 | 불신임률 |
| ------ | ----------------- | --------------- | ---------------- | --------------------------------- | ------------- | ----------- | -------- |
| 장관   | 도쿠라 사부로     | 2017년 3월 14일 | 2024년 8월 11일  | 제3차 아베 신조 내각 (제2차 개조) | 34기          | 제2소법정   | 8.53%    |
| 재판관 | 미야마 다쿠야     | 2018년 1월 9일  | 2024년 9월 1일   | 제4차 아베 신조 내각              | 34기          | 제1소법정   | 7.85%    |
| 재판관 | 미우라 마모루     | 2018년 2월 26일 | 2026년 10월 22일 | 제4차 아베 신조 내각              | 34기          | 제2소법정   | 6.71%    |
| 재판관 | 구사노 고이치     | 2019년 2월 13일 | 2025년 3월 21일  | 제4차 아베 신조 내각 (제1차 개조) | 32기          | 제2소법정   | 6.73%    |
| 재판관 | 우가 가쓰야       | 2019년 3월 20일 | 2025년 7월 20일  | 제4차 아베 신조 내각 (제1차 개조) | -             | 제3소법정   | 6.88%    |
| 재판관 | 하야시 미치하루   | 2019년 9월 2일  | 2027년 8월 30일  | 제4차 아베 신조 내각 (제1차 개조) | 34기          | 제3소법정   | 7.72%    |
| 재판관 | 오카무라 가즈야   | 2019년 10월 2일 | 2027년 12월 22일 | 제4차 아베 신조 내각 (제2차 개조) | 35기          | 제2소법정   | 7.29%    |
| 재판관 | 야스나미 료스케   | 2021년 7월 16일 | 2027년 4월 18일  | 스가 내각                         | 35기          | 제1소법정   | 5.97%    |
| 재판관 | 와타나베 에리코   | 2021년 7월 16일 | 2028년 12월 26일 | 스가 내각                         | 40기          | 제3소법정   | 6.11%    |
| 재판관 | 오카 마사아키     | 2021년 9월 3일  | 2026년 2월 1일   | 스가 내각                         | 34기          | 제1소법정   | 6.24%    |
| 재판관 | 사카이 도루       | 2021년 9월 3일  | 2028년 7월 16일  | 스가 내각                         | 36기          | 제1소법정   | 6.24%    |
| 재판관 | 이마사키 유키히코 | 2022년 6월 24일 | 2027년 11월 9일  | 제2차 기시다 내각                 | 35기          | 제3소법정   | 미심사   |
| 재판관 | 오지마 아키라     | 2022년 7월 5일  | 2028년 8월 31일  | 제2차 기시다 내각                 | 37기          | 제3소법정   | 미심사   |
| 재판관 | 미야가와 미쓰코   | 2023년 11월 6일 | 2030년 2월 13일  | 제2차 기시다 내각 (제2차 개조)    | 38기          | 제1소법정   | 미심사   |
| 재판관 | 이시카네 기미히로 | 2024년 4월 17일 | 2028년 1월 3일   | 제2차 기시다 내각 (제2차 개조)    | -             | 제3소법정   | 미심사   |

## 역대 최고재판소 재판관 명단
| 이름                | 취임일           | 퇴임일           | 임명 내각                               | 출신   | 비고                                 |
| ------------------- | ---------------- | ---------------- | --------------------------------------- | ------ | ------------------------------------ |
| 미부치 다다히코     | 1947년 8월 4일   | 1950년 3월 2일   | 가타야마 내각                           | 재판관 | 초대 장관                            |
| 쓰카사키 나오요시   | 1947년 8월 4일   | 1951년 2월 14일  | 가타야마 내각                           | 변호사 |                                      |
| 하세가와 다이치로   | 1947년 8월 4일   | 1951년 11월 30일 | 가타야마 내각                           | 변호사 |                                      |
| 사와다 다케지로     | 1947년 8월 4일   | 1952년 8월 1일   | 가타야마 내각                           |        |                                      |
| 시모야마 세이이치   | 1947년 8월 4일   | 1954년 10월 14일 | 가타야마 내각                           | 재판관 |                                      |
| 이노우에 노보루     | 1947년 8월 4일   | 1955년 4월 9일   | 가타야마 내각                           | 재판관 |                                      |
| 구리야마 시게루     | 1947년 8월 4일   | 1956년 10월 5일  | 가타야마 내각                           | 외교관 |                                      |
| 마노 쓰요시         | 1947년 8월 4일   | 1958년 6월 8일   | 가타야마 내각                           | 변호사 |                                      |
| 쇼노 리이치         | 1947년 8월 4일   | 1948년 6월 28일  | 가타야마 내각                           | 변호사 | 역대 최단 재임                       |
| 고타니 가쓰시게     | 1947년 8월 4일   | 1960년 12월 23일 | 가타야마 내각                           | 변호사 |                                      |
| 시마 다모쓰         | 1947년 8월 4일   | 1961년 8월 24일  | 가타야마 내각                           | 재판관 |                                      |
| 사이토 유스케       | 1947년 8월 4일   | 1962년 5월 20일  | 가타야마 내각                           | 재판관 |                                      |
| 후지타 하치로       | 1947년 8월 4일   | 1962년 8월 4일   | 가타야마 내각                           | 재판관 |                                      |
| 이와마쓰 사부로     | 1947년 8월 4일   | 1956년 11월 10일 | 가타야마 내각                           | 재판관 |                                      |
| 가와무라 마타스케   | 1947년 8월 4일   | 1963년 12월 31일 | 가타야마 내각                           | 법학자 |                                      |
| 호즈미 시게토       | 1949년 2월 26일  | 1951년 7월 29일  | 제3차 요시다 내각                       | 법학자 | 재임 중 사망                         |
| 다나카 고타로       | 1950년 3월 3일   | 1960년 10월 24일 | 제3차 요시다 내각                       | 법학자 | 제2대 장관                           |
| 다니무라 다다이치로 | 1951년 4월 12일  | 1956년 11월 10일 | 제3차 요시다 내각 (제1차 개조)          | 변호사 |                                      |
| 고바야시 슌조       | 1951년 10월 5일  | 1958년 6월 2일   | 제3차 요시다 내각 (제2차 개조)          | 변호사 |                                      |
| 모토무라 젠타로     | 1952년 1월 21일  | 1957년 1월 14일  | 제3차 요시다 내각 (제3차 개조)          | 변호사 |                                      |
| 이리에 도시오       | 1952년 8월 30일  | 1971년 1월 9일   | 제3차 요시다 내각 (제3차 개조)          | 행정관 | 최연소 재판관, 역대 최장 재임        |
| 이케다 가쓰         | 1954년 11월 2일  | 1963년 5월 22일  | 제5차 요시다 내각                       | 검찰관 |                                      |
| 다루미 가쓰미       | 1955년 5월 26일  | 1963년 11월 14일 | 제2차 하토야마 이치로 내각              | 재판관 |                                      |
| 가와무라 다이스케   | 1956년 11월 22일 | 1963년 6월 1일   | 제3차 하토야마 이치로 내각              | 변호사 |                                      |
| 시모이이자카 마스오 | 1956년 11월 22일 | 1964년 1월 28일  | 제3차 하토야마 이치로 내각              | 재판관 |                                      |
| 오쿠노 겐이치       | 1956년 11월 22일 | 1968년 11월 17일 | 제3차 하토야마 이치로 내각              |        |                                      |
| 다카하시 기요시     | 1957년 1월 30일  | 1961년 12월 29일 | 이시바시 내각                           | 변호사 | 재임 중 사망                         |
| 다카기 쓰네시치     | 1958년 6월 28일  | 1963년 3월 14일  | 제2차 기시 내각                         | 재판관 |                                      |
| 이시자카 슈이치     | 1958년 6월 28일  | 1965년 9월 13일  | 제2차 기시 내각                         | 재판관 |                                      |
| 요코타 기사부로     | 1960년 10월 25일 | 1966년 8월 5일   | 제1차 이케다 내각                       | 법학자 | 제3대 장관                           |
| 야마다 사쿠노스케   | 1960년 12월 27일 | 1966년 4월 21일  | 제2차 이케다 내각                       | 변호사 |                                      |
| 고키조 가키와       | 1961년 8월 26일  | 1966년 12월 31일 | 제2차 이케다 내각 (제1차 개조)          | 재판관 |                                      |
| 요코타 마사토시     | 1962년 2월 28일  | 1969년 1월 10일  | 제2차 이케다 내각 (제1차 개조)          | 재판관 | 제4대 장관                           |
| 사이토 기타로       | 1962년 5월 29일  | 1964년 8월 9일   | 제2차 이케다 내각 (제1차 개조)          | 재판관 | 재임 중 사망                         |
| 구사카 아사노스케   | 1962년 8월 12일  | 1970년 10월 24일 | 제2차 이케다 내각 (제2차 개조)          |        |                                      |
| 오사베 긴고         | 1963년 4월 5일   | 1971년 3월 31일  | 제2차 이케다 내각 (제2차 개조)          | 검찰관 |                                      |
| 이시다 가즈토       | 1963년 6월 6일   | 1973년 5월 19일  | 제2차 이케다 내각 (제2차 개조)          | 재판관 | 제5대 장관                           |
| 기도 요시히코       | 1963년 6월 6일   | 1970년 12월 19일 | 제2차 이케다 내각 (제2차 개조)          | 변호사 |                                      |
| 가시와바라 고로쿠   | 1963년 12월 13일 | 1967년 9월 19일  | 제3차 이케다 내각                       | 변호사 |                                      |
| 다나카 니로         | 1964년 1월 16일  | 1973년 3월 31일  | 제3차 이케다 내각                       | 법학자 | 의원 퇴직                            |
| 마쓰다 지로         | 1964년 1월 31일  | 1970년 7월 29일  | 제3차 이케다 내각                       | 재판관 |                                      |
| 이와타 마코토       | 1964년 8월 31일  | 1972년 11월 25일 | 제3차 이케다 내각 (개조)                | 재판관 |                                      |
| 시모무라 가즈오     | 1965년 9월 14일  | 1973년 1월 1일   | 제1차 사토 내각 (제1차 개조)            | 재판관 |                                      |
| 이로카와 고타로     | 1966년 5월 10일  | 1973년 1월 29일  | 제1차 사토 내각 (제1차 개조)            | 변호사 |                                      |
| 오스미 겐이치로     | 1966년 9월 9일   | 1974년 10월 1일  | 제1차 사토 내각 (제2차 개조)            | 법학자 |                                      |
| 마쓰모토 마사오     | 1967년 1월 17일  | 1971년 12월 5일  | 제1차 사토 내각 (제3차 개조)            | 변호사 |                                      |
| 이이무라 요시미     | 1967년 9월 20일  | 1971년 4월 26일  | 제2차 사토 내각                         | 변호사 |                                      |
| 무라카미 도모카즈   | 1968년 11월 19일 | 1976년 5월 24일  | 제2차 사토 내각 (제1차 개조)            | 재판관 | 제6대 장관                           |
| 세키네 고사토       | 1969년 1월 17일  | 1975년 12월 2일  | 제2차 사토 내각 (제2차 개조)            | 재판관 |                                      |
| 후지바야시 에키조   | 1970년 7월 31일  | 1977년 8월 25일  | 제3차 사토 내각                         | 변호사 | 제7대 장관                           |
| 오카하라 마사오     | 1970년 10월 28일 | 1979년 3월 31일  | 제3차 사토 내각                         | 검찰관 | 제8대 장관                           |
| 오가와 노부오       | 1970년 12월 22일 | 1975년 8월 6일   | 제3차 사토 내각                         | 변호사 |                                      |
| 시모다 다케소       | 1971년 1월 12일  | 1977년 4월 2일   | 제3차 사토 내각                         | 외교관 | 국민심사에서 역대 최고 불신임률 기록 |
| 기시 세이이치       | 1971년 4월 2일   | 1978년 7월 13일  | 제3차 사토 내각                         | 재판관 |                                      |
| 아마노 부이치       | 1971년 5월 21일  | 1978년 9월 20일  | 제3차 사토 내각                         | 검찰관 |                                      |
| 사카모토 요시카쓰   | 1971년 12월 7일  | 1976년 3월 26일  | 제3차 사토 내각 (개조)                  | 변호사 |                                      |
| 기시가미 야스오     | 1972년 11월 28일 | 1978년 9월 21일  | 제1차 다나카 가쿠에이 내각              | 재판관 |                                      |
| 에리구치 기요오     | 1973년 1월 9일   | 1980년 3월 19일  | 제2차 다나카 가쿠에이 내각              | 재판관 |                                      |
| 오쓰카 기이치로     | 1973년 2월 2일   | 1980년 2월 4일   | 제2차 다나카 가쿠에이 내각              | 변호사 |                                      |
| 다카쓰지 마사미     | 1973년 4월 4일   | 1980년 1월 18일  | 제2차 다나카 가쿠에이 내각              | 행정관 |                                      |
| 요시다 유타카       | 1973년 5월 21일  | 1979년 2월 28일  | 제2차 다나카 가쿠에이 내각              | 재판관 |                                      |
| 단도 시게미쓰       | 1974년 10월 4일  | 1983년 11월 7일  | 제2차 다나카 가쿠에이 내각 (제1차 개조) | 법학자 |                                      |
| 모토바야시 유즈루   | 1975년 8월 8일   | 1979년 3월 30일  | 미키 내각                               | 변호사 |                                      |
| 핫토리 다카아키     | 1975년 12월 3일  | 1982년 9월 30일  | 미키 내각                               | 재판관 | 제9대 장관                           |
| 다마키 쇼이치       | 1976년 3월 27일  | 1982년 4월 11일  | 미키 내각                               |        |                                      |
| 구리모토 가즈오     | 1976년 5월 25일  | 1982년 5월 26일  | 미키 내각                               | 재판관 |                                      |
| 후지사키 마사토     | 1977년 4월 5일   | 1984년 12월 15일 | 후쿠다 다케오 내각                      | 외교관 |                                      |
| 모토야마 도루       | 1977년 8월 26일  | 1982년 8월 10일  | 후쿠다 다케오 내각                      | 변호사 |                                      |
| 도다 히로무         | 1978년 7월 14일  | 1980년 3월 25일  | 후쿠다 다케오 내각 (개조)               | 재판관 | 재임 중 사망                         |
| 나카무라 지로       | 1978년 9월 22일  | 1984년 2월 19일  | 후쿠다 다케오 내각 (개조)               | 재판관 |                                      |
| 요코이 다이조       | 1978년 9월 22일  | 1984년 6월 10일  | 후쿠다 다케오 내각 (개조)               | 검찰관 |                                      |
| 기노시타 다다요시   | 1979년 3월 1일   | 1986년 1월 14일  | 제1차 오히라 내각                       | 재판관 |                                      |
| 쓰카모토 시게요리   | 1979년 4월 2일   | 1981년 10월 17일 | 제1차 오히라 내각                       | 법학자 |                                      |
| 시오노 야스요시     | 1985년 5월 22일  | 검찰관           | 제1차 오히라 내각                       |        |                                      |
| 이토 마사미         | 1980년 1월 19일  | 1989년 9월 20일  | 제2차 오히라 내각                       | 법학자 |                                      |
| 미야자키 고이치     | 1980년 2월 6일   | 1984년 5월 4일   | 제2차 오히라 내각                       | 변호사 |                                      |
| 데라다 지로         | 1980년 3월 22일  | 1985년 11월 3일  | 제2차 오히라 내각                       | 재판관 | 제10대 장관                          |
| 다니구치 마사타카   | 1980년 4월 16일  | 1987년 1월 27일  | 제2차 오히라 내각                       | 재판관 |                                      |
| 오하시 스스무       | 1981년 11월 2일  | 1986년 6월 12일  | 스즈키 젠코 내각                        | 변호사 |                                      |
| 기도구치 히사하루   | 1982년 4월 12일  | 1986년 1월 8일   | 스즈키 젠코 내각 (개조)                 | 변호사 |                                      |
| 마키 게이지         | 1982년 5월 28일  | 1989년 11월 24일 | 스즈키 젠코 내각 (개조)                 | 재판관 |                                      |
| 와다 세이이치       | 1982년 8월 16일  | 1986년 4월 23일  | 스즈키 젠코 내각 (개조)                 | 변호사 | 재임 중 사망                         |
| 야스오카 미쓰히코   | 1982년 10월 1일  | 1990년 5월 4일   | 스즈키 젠코 내각 (개조)                 | 재판관 |                                      |
| 쓰노다 레이지로     | 1983년 11월 8일  | 1990년 12월 3일  | 제1차 나카소네 내각                     | 행정관 |                                      |
| 야구치 고이치       | 1984년 2월 20일  | 1990년 2월 19일  | 제2차 나카소네 내각                     | 재판관 | 제11대 장관                          |
| 시마타니 로쿠로     | 1984년 5월 8일   | 1990년 1월 23일  | 제2차 나카소네 내각                     | 변호사 |                                      |
| 나가시마 아쓰시     | 1984년 6월 12일  | 1988년 3월 16일  | 제2차 나카소네 내각                     | 검찰관 |                                      |
| 다카시마 마스오     | 1984년 12월 17일 | 1988년 5월 2일   | 제2차 나카소네 내각 (제1차 개조)        | 외교관 | 재임 중 사망                         |
| 후지시마 아키라     | 1985년 5월 23일  | 1994년 1월 1일   | 제2차 나카소네 내각 (제1차 개조)        | 검찰관 |                                      |
| 오우치 쓰네오       | 1985년 11월 5일  | 1992년 3월 23일  | 제2차 나카소네 내각 (제1차 개조)        | 재판관 |                                      |
| 가가와 야스카즈     | 1986년 1월 17일  | 1991년 5월 4일   | 제2차 나카소네 내각 (제2차 개조)        | 재판관 |                                      |
| 사카우에 도시오     | 1986년 1월 17일  | 1993년 3월 31일  | 제2차 나카소네 내각 (제2차 개조)        | 변호사 |                                      |
| 사토 데쓰로         | 1986년 5월 21일  | 1990년 1월 4일   | 제2차 나카소네 내각 (제2차 개조)        | 변호사 |                                      |
| 하야시 도노스케     | 1986년 6월 13일  | 1987년 6월 8일   | 제2차 나카소네 내각 (제2차 개조)        | 변호사 | 재임 중 사망                         |
| 요쓰야 이와오       | 1987년 1월 28일  | 1992년 2월 8일   | 제3차 나카소네 내각                     | 재판관 |                                      |
| 오쿠노 히사유키     | 1987년 9월 5일   | 1990년 8월 26일  | 제3차 나카소네 내각                     | 변호사 |                                      |
| 데이카 가쓰미       | 1988년 3월 17일  | 1993년 9월 12일  | 다케시타 내각                           | 재판관 |                                      |
| 오호리 세이이치     | 1988년 6월 17일  | 1995년 8월 10일  | 다케시타 내각                           | 검찰관 |                                      |
| 소노베 이쓰오       | 1989년 9월 21일  | 1999년 3월 31일  | 우노 내각                               | 법학자 |                                      |
| 구사바 료하치       | 1989년 11월 27일 | 1995년 11월 7일  | 제1차 가이후 내각                       | 재판관 | 제12대 장관                          |
| 하시모토 시로헤이   | 1990년 1월 11일  | 1993년 4월 12일  | 제1차 가이후 내각                       | 변호사 |                                      |
| 나카지마 도시지로   | 1990년 1월 24일  | 1995년 9월 1일   | 제1차 가이후 내각                       | 외교관 |                                      |
| 사토 쇼이치로       | 1990년 2월 20일  | 1994년 2월 15일  | 제1차 가이후 내각                       | 변호사 |                                      |
| 가베 쓰네오         | 1990년 5월 10일  | 1997년 3월 8일   | 제2차 가이후 내각                       | 재판관 |                                      |
| 기자키 료헤이       | 1990년 9월 3일   | 1994년 7월 24일  | 제2차 가이후 내각                       | 변호사 |                                      |
| 미무라 오사무       | 1990년 12월 10일 | 1994년 2월 6일   | 제2차 가이후 내각                       | 검찰관 |                                      |
| 오니시 가쓰야       | 1991년 5월 13일  | 1998년 9월 9일   | 제2차 가이후 내각 (개조)                | 재판관 |                                      |
| 오노 모토오         | 1992년 2월 13일  | 2000년 3월 15일  | 미야자와 내각                           | 재판관 |                                      |
| 미요시 도루         | 1992년 3월 25일  | 1997년 10월 30일 | 미야자와 내각                           | 재판관 | 제13대 장관                          |
| 오노 마사오         | 1993년 4월 1일   | 1997년 9월 2일   | 미야자와 내각 (개조)                    | 변호사 |                                      |
| 오시로 마사루       | 1993년 4월 13일  | 1995년 2월 13일  | 미야자와 내각 (개조)                    | 변호사 |                                      |
| 지쿠사 히데오       | 1993년 9월 13일  | 2002년 2월 20일  | 호소카와 내각                           | 재판관 |                                      |
| 네기시 시게하루     | 1994년 1월 11일  | 1998년 12월 3일  | 호소카와 내각                           | 검찰관 |                                      |
| 다카하시 히사코     | 1994년 2월 9일   | 1997년 9월 20일  | 호소카와 내각                           | 행정관 | 최초의 여성 재판관                   |
| 오자키 유키노부     | 1994년 2월 16일  | 1999년 4월 18일  | 호소카와 내각                           | 변호사 |                                      |
| 가와이 신이치       | 1994년 7월 25일  | 2002년 6월 10일  | 무라야마 내각                           | 변호사 |                                      |
| 엔도 미쓰오         | 1995년 2월 13일  | 2000년 9월 12일  | 무라야마 내각                           | 변호사 |                                      |
| 이지마 가즈토모     | 1995년 8월 11일  | 2002년 10월 6일  | 무라야마 내각 (개조)                    | 검찰관 |                                      |
| 후쿠다 히로시       | 1995년 9월 4일   | 2005년 8월 1일   | 무라야마 내각 (개조)                    | 외교관 |                                      |
| 후지이 마사오       | 1995년 11월 7일  | 2002년 11월 6일  | 무라야마 내각 (개조)                    | 재판관 |                                      |
| 야마구치 시게루     | 1997년 3월 10일  | 2002년 11월 3일  | 제2차 하시모토 내각                     | 재판관 | 제14대 장관                          |
| 모토하라 도시후미   | 1997년 9월 8일   | 2001년 4월 21일  | 제2차 하시모토 내각                     | 변호사 |                                      |
| 오데 다카오         | 1997년 9월 24일  | 2001년 12월 19일 | 제2차 하시모토 내각 (개조)              | 행정관 |                                      |
| 가나타니 도시히로   | 1997년 10월 31일 | 2005년 5월 16일  | 제2차 하시모토 내각 (개조)              | 재판관 |                                      |
| 기타가와 히로하루   | 1998년 9월 10일  | 2004년 12월 26일 | 오부치 내각                             | 재판관 |                                      |
| 가메야마 쓰기오     | 1998년 12월 4일  | 2004년 2월 25일  | 오부치 내각                             | 검찰관 |                                      |
| 오쿠다 마사미치     | 1999년 4월 1일   | 2002년 9월 27일  | 오부치 내각 (제1차 개조)                | 법학자 |                                      |
| 가지타니 겐         | 1999년 4월 21일  | 2005년 1월 14일  | 오부치 내각 (제1차 개조)                | 변호사 |                                      |
| 마치다 히로시       | 2000년 3월 22일  | 2006년 10월 15일 | 오부치 내각 (제2차 개조)                | 재판관 | 제15대 장관                          |
| 후카자와 다케히사   | 2000년 9월 14일  | 2004년 1월 4일   | 제1차 모리 내각                         | 변호사 |                                      |
| 하마다 구니오       | 2001년 5월 1일   | 2006년 5월 23일  | 제1차 고이즈미 내각                     | 변호사 |                                      |
| 요코오 가즈코       | 2001년 12월 19일 | 2008년 9월 11일  | 제1차 고이즈미 내각                     | 행정관 |                                      |
| 우에다 도요조       | 2002년 2월 21일  | 2007년 5월 22일  | 제1차 고이즈미 내각                     | 재판관 |                                      |
| 다키이 시게오       | 2002년 6월 11일  | 2006년 10월 30일 | 제1차 고이즈미 내각                     | 변호사 |                                      |
| 후지타 도키야스     | 2002년 9월 30일  | 2010년 4월 5일   | 제1차 고이즈미 내각 (제1차 개조)        | 법학자 |                                      |
| 가이나카 다쓰오     | 2002년 10월 7일  | 2010년 1월 1일   | 제1차 고이즈미 내각 (제1차 개조)        | 검찰관 |                                      |
| 이즈미 도쿠지       | 2002년 11월 6일  | 2009년 1월 24일  | 제1차 고이즈미 내각 (제1차 개조)        | 재판관 |                                      |
| 다나카 니로         | 2002년 11월 7일  | 2008년 11월 21일 | 제1차 고이즈미 내각 (제1차 개조)        | 재판관 | 제16대 장관                          |
| 사이구치 지하루     | 2004년 1월 6일   | 2008년 9월 2일   | 제2차 고이즈미 내각                     | 변호사 |                                      |
| 쓰노 오사무         | 2004년 2월 26일  | 2008년 10월 19일 | 제2차 고이즈미 내각                     | 행정관 |                                      |
| 이마이 이사오       | 2004년 12월 27일 | 2009년 12월 25일 | 제2차 고이즈미 내각 (개조)              | 재판관 |                                      |
| 나카가와 료지       | 2005년 1월 19일  | 2009년 12월 22일 | 제2차 고이즈미 내각 (개조)              | 변호사 |                                      |
| 호리고메 유키오     | 2005년 5월 17일  | 2010년 6월 15일  | 제2차 고이즈미 내각 (개조)              | 재판관 |                                      |
| 후루타 유키         | 2005년 8월 2일   | 2012년 4월 7일   | 제2차 고이즈미 내각 (개조)              | 검찰관 |                                      |
| 나스 고헤이         | 2006년 5월 25일  | 2012년 2월 10일  | 제3차 고이즈미 내각 (개조)              | 변호사 |                                      |
| 와쿠이 노리오       | 2006년 10월 16일 | 2009년 12월 17일 | 제1차 아베 신조 내각                    | 재판관 | 재임 중 사망                         |
| 다하라 무쓰오       | 2006년 11월 1일  | 2013년 4월 22일  | 제1차 아베 신조 내각                    | 변호사 |                                      |
| 곤도 다카하루       | 2007년 5월 23일  | 2010년 11월 21일 | 제1차 아베 신조 내각                    | 재판관 | 재임 중 사망                         |
| 미야카와 고지       | 2008년 9월 3일   | 2012년 2월 27일  | 후쿠다 야스오 내각 (개조)               | 변호사 |                                      |
| 사쿠라이 류코       | 2008년 9월 11일  | 2017년 1월 15일  | 후쿠다 야스오 내각 (개조)               | 행정관 |                                      |
| 다케우치 유키오     | 2008년 10월 21일 | 2013년 7월 19일  | 아소 내각                               | 외교관 |                                      |
| 다케사키 히로노부   | 2008년 11월 25일 | 2014년 3월 31일  | 아소 내각                               | 재판관 | 제17대 장관                          |
| 가네쓰키 세이시     | 2009년 1월 26일  | 2015년 3월 31일  | 아소 내각                               | 재판관 |                                      |
| 스도 마사히코       | 2009년 12월 28일 | 2012년 12월 26일 | 하토야마 유키오 내각                    | 변호사 |                                      |
| 지바 가쓰미         | 2009년 12월 28일 | 2016년 8월 24일  | 하토야마 유키오 내각                    | 재판관 |                                      |
| 요코타 도모유키     | 2010년 1월 6일   | 2014년 10월 1일  | 하토야마 유키오 내각                    | 검찰관 |                                      |
| 시라키 유           | 2010년 1월 15일  | 2015년 2월 14일  | 하토야마 유키오 내각                    | 재판관 |                                      |
| 오카베 기요코       | 2010년 4월 12일  | 2019년 3월 19일  | 하토야마 유키오 내각                    |        |                                      |
| 오타니 다케히코     | 2010년 6월 17일  | 2017년 3월 9일   | 간 내각                                 | 재판관 |                                      |
| 데라다 이쓰로       | 2010년 12월 27일 | 2018년 1월 8일   | 간 내각 (제1차 개조)                    | 재판관 | 제18대 장관                          |
| 오하시 마사하루     | 2012년 2월 13일  | 2017년 3월 30일  | 노다 내각 (제1차 개조)                  | 변호사 |                                      |
| 야마우라 요시키     | 2012년 3월 1일   | 2016년 7월 3일   | 노다 내각 (제1차 개조)                  | 변호사 |                                      |
| 오누키 요시노부     | 2012년 4월 11일  | 2018년 1월 16일  | 노다 내각 (제1차 개조)                  | 검찰관 |                                      |
| 오니마루 가오루     | 2013년 2월 6일   | 2019년 2월 6일   | 제2차 아베 신조 내각                    | 변호사 |                                      |
| 기우치 미치요시     | 2013년 4월 25일  | 2018년 1월 1일   | 제2차 아베 신조 내각                    | 변호사 |                                      |
| 야마모토 쓰네유키   | 2013년 8월 20일  | 2019년 9월 25일  | 제2차 아베 신조 내각                    | 행정관 |                                      |
| 야마사키 도시미쓰   | 2014년 4월 1일   | 2019년 8월 30일  | 제2차 아베 신조 내각                    | 재판관 |                                      |
| 이케가미 마사유키   | 2014년 10월 2일  | 2021년 8월 28일  | 제2차 아베 신조 내각 (개조)             | 검찰관 |                                      |
| 오타니 나오토       | 2015년 2월 17일  | 2022년 6월 22일  | 제3차 아베 신조 내각                    | 재판관 | 제19대 장관                          |
| 고이케 히로시       | 2015년 4월 2일   | 2021년 7월 2일   | 제3차 아베 신조 내각                    | 재판관 |                                      |
| 기자와 가쓰유키     | 2016년 7월 19일  | 2021년 8월 26일  | 제3차 아베 신조 내각 (제1차 개조)       | 변호사 |                                      |
| 간노 히로유키       | 2016년 9월 5일   | 2022년 7월 2일   | 제3차 아베 신조 내각 (제2차 개조)       | 재판관 |                                      |
| 야마구치 아쓰시     | 2017년 2월 6일   | 2023년 11월 5일  | 제3차 아베 신조 내각 (제2차 개조)       | 법학자 |                                      |
| 도쿠라 사부로       | 2017년 3월 14일  |                  | 제3차 아베 신조 내각 (제2차 개조)       | 재판관 | 제20대 장관                          |
| 하야시 게이이치     | 2017년 4월 10일  | 2021년 2월 7일   | 제3차 아베 신조 내각 (제2차 개조)       | 외교관 |                                      |
| 미야마 다쿠야       | 2018년 1월 9일   |                  | 제4차 아베 신조 내각                    | 재판관 |                                      |
| 미야자키 유코       | 2018년 1월 9일   | 2021년 7월 8일   | 제4차 아베 신조 내각                    | 변호사 |                                      |
| 미우라 마모루       | 2018년 2월 26일  |                  | 제4차 아베 신조 내각                    | 검찰관 |                                      |
| 구사노 고이치       | 2019년 2월 13일  |                  | 제4차 아베 신조 내각 (제1차 개조)       | 변호사 |                                      |
| 우가 가쓰야         | 2019년 3월 20일  |                  | 제4차 아베 신조 내각 (제1차 개조)       | 법학자 |                                      |
| 하야시 미치하루     | 2019년 9월 2일   |                  | 제4차 아베 신조 내각 (제1차 개조)       | 재판관 |                                      |
| 오카무라 가즈야     | 2019년 10월 2일  |                  | 제4차 아베 신조 내각 (제2차 개조)       | 검찰관 |                                      |
| 나가미네 야스마사   | 2021년 2월 8일   | 2024년 4월 15일  | 스가 내각                               | 외교관 |                                      |
| 야스나미 료스케     | 2021년 7월 16일  |                  | 스가 내각                               | 재판관 |                                      |
| 와타나베 에리코     | 2021년 7월 16일  |                  | 스가 내각                               | 변호사 |                                      |
| 오카 마사아키       | 2021년 9월 3일   |                  | 스가 내각                               | 변호사 |                                      |
| 사카이 도루         | 2021년 9월 3일   |                  | 스가 내각                               | 검찰관 |                                      |
| 이마사키 유키히코   | 2022년 6월 24일  |                  | 제2차 기시다 내각                       | 재판관 |                                      |
| 오지마 아키라       | 2022년 7월 5일   |                  | 제2차 기시다 내각                       | 재판관 |                                      |
| 미야가와 미쓰코     | 2023년 11월 6일  |                  | 제2차 기시다 내각 (제2차 개조)          | 변호사 |                                      |
| 이시카네 기미히로   | 2024년 4월 17일  |                  | 제2차 기시다 내각 (제2차 개조)          | 외교관 |                                      |

## 같이 보기
- 최고재판소
- 최고재판소 장관
- 최고재판소 재판관 국민심사